# Bánh mì

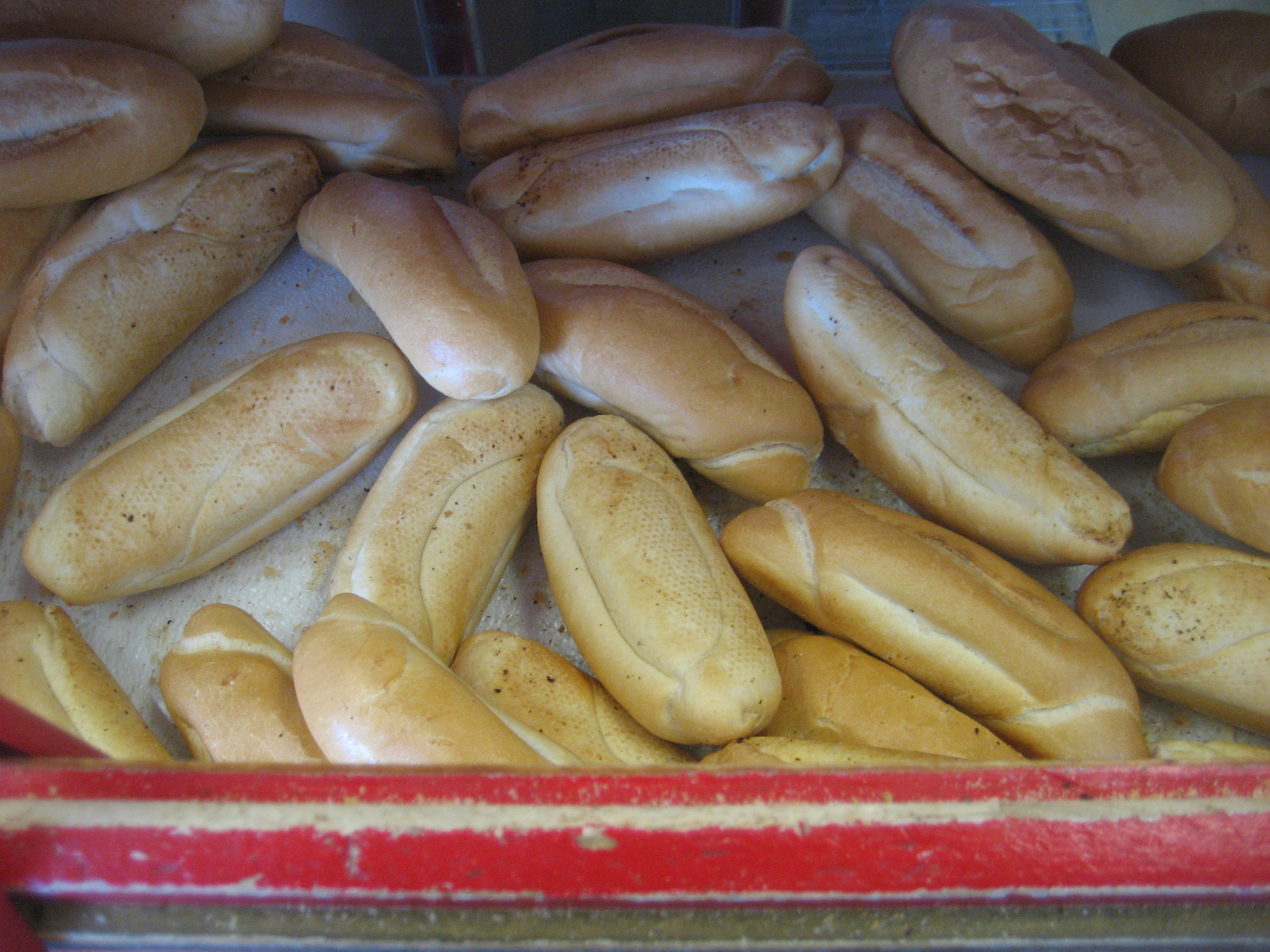
bánh mì (Vietnamská bageta)

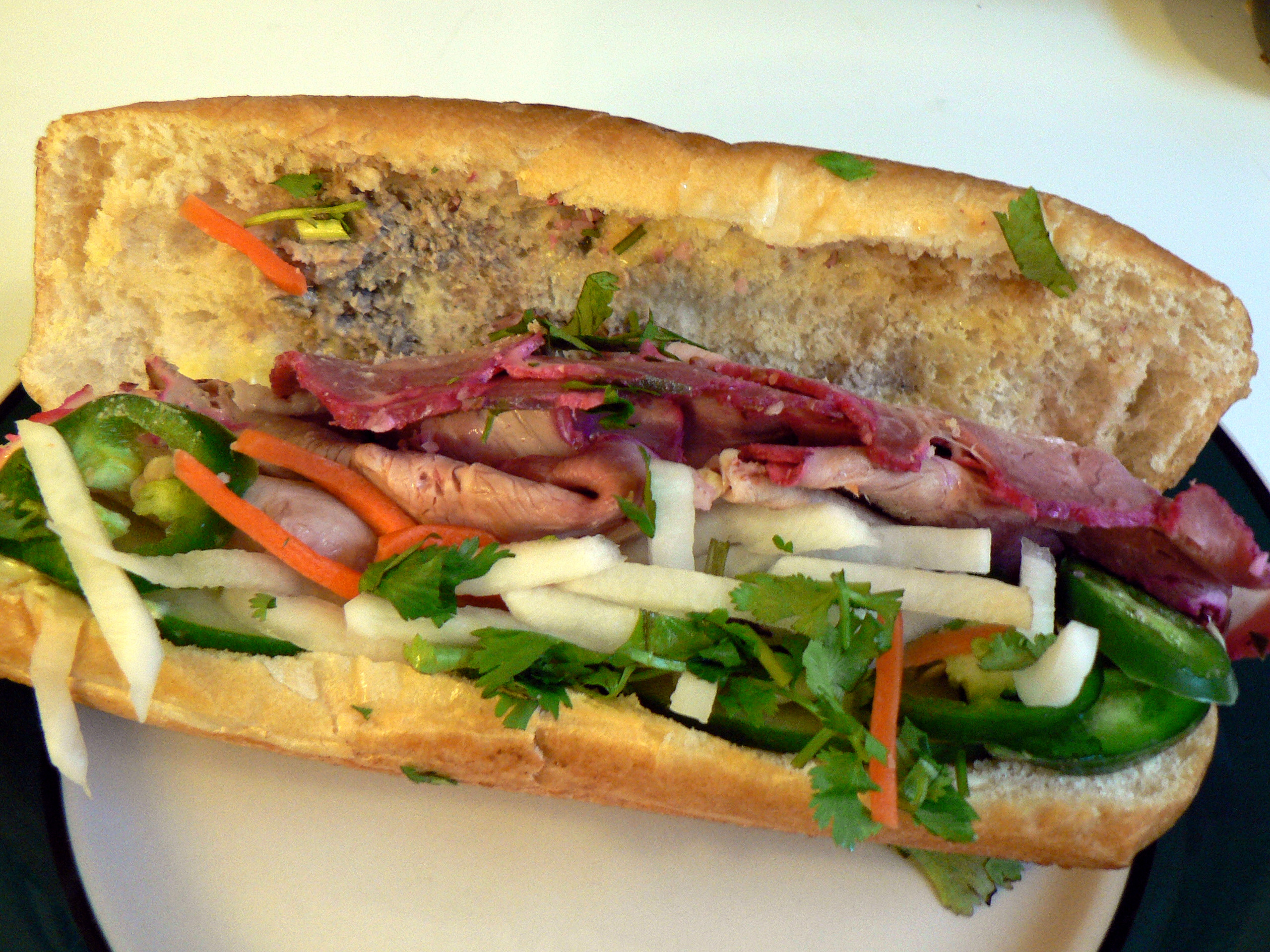
Bánh mì s náplní

Bánh mì (výslovnost [baň mí]) je druh bagety a zároveň sendviče připravovaný podle vietnamské kuchyně. Bývá používán také název bánh mì Sài Gòn podle původu speciality z Ho Či Minova Města (dříve Saigon). 
Základem je bageta, která se do Vietnamu dostala v době francouzské nadvlády, vietnamská verze se od originálu liší pouze tím, že vedle  pšeničné mouky se do těsta přidává i rýžová[zdroj?]. Čerstvé pečivo se ze strany podélně nakrojí, aby vznikla kapsa, do níž se dává náplň. Tu tvoří převážně plátky grilovaného masa (obvykle vepřového, ale používá se také kuřecí nebo rybí), nakládaná zelenina (daikon, mrkev), plátky čerstvé okurky, chilli paprička a lístky koriandru. Součástí náplně může být také rousong neboli masové chmýří (maso se uvaří a rozebere na jednotlivá vlákna, která se nasucho opečou) nebo vietnamský salám chả lụa. Pro dochucení se používá majonéza, sójová omáčka nebo pálivá omáčka tương ớt.
Ve Vietnamu se bánh mì prodává v pouličních stáncích jako rychlé občerstvení zejména k snídani, každý drobný výrobce má vlastní recepturu. S vietnamskými přistěhovalci se pokrm rozšířil po světě, oblíbený je zejména v severní Americe (značka Lee's Sandwiches).

## Varianty
- bánh mì pâté chả thịt: s vepřovou paštikou
- bánh mì trứng: s míchanými vejci
- bánh mì xíu mại: s kuličkami z mletého masa
- bánh mì chay: vegetariánský, s tofu nebo seitanem, oblíbený u buddhistických mnichů
- bánh mì kẹp kem: sladká varianta, plněná zmrzlinou a arašídy